# Bruno Bonhuil
Bruno Bonhuil (Reims,  3 de enero de  1960-Macao, 19 de noviembre de  2005) fue un piloto francés de motocicletas que participó en el Campeonato del Mundo de Motociclismo entre 1986 y 1995. y también consiguió diferentes victorias en las pruebas de resistencia.

## Biografía
En 1979, Bonhuil hizo su debut y, tres años después, ganó la Copa Kawasaki. En 1986, hizo su debut en el Mundial con 250 cc con Honda Racing. En 1988, se proclamó campeón francés de la Open 250 con una Honda RS250. Un año después, sufrió numerosas fracturas en un accidente en Hockenheimring, en el que también se vio involucrado Iván Palazzese murió como resultado del accidente. Bonhuil tuvo que descansar varios meses.
En 1991, Bonhuil empezó a centrarse en las pruebas de resistencia. Junto a Philippe Monneret y Rachel Nicotte, ganó las 24 Horas de Le Mans. En los años siguientes logró algunas buenas posiciones en varios campeonatos internacionalesː con Suzuki el Bol d'Or (1993), la Copa Yamaha XJR (1997) y la carrera de 24 horas de Spa-Francorchamps (1999). En 2002, se convirtió en campeón de larga distancia junto al equipo Team Zongshen. A nivel individual, fue subcampeón de la Copa del Mundo de Resistencia en 1994, cuarto en la Copa del Mundo en 1995 y 1999, segundo en 1996 en las 24 Horas de Spa y 1998 en la Bol d'Or.
El 19 de noviembre de 2005, Bruno Bonhuil se estrelló durante los entrenamientos del 39.ª Gran Premio de Macao con su Suzuki GSX-R 1000. En la tercera vuelta, después de un error de conducción en la rápida curva Mandarin, se metió entre las barreras de choque. Poco después murió por las consecuencias de sus graves heridas internas. El entrenamiento fue interrumpido por solo 14 minutos, y la carrera comenzó según lo planeado. Sin embargo, seis de los 35 corredores decidieron no competir por respeto al fallecido.

## Resultados en el Campeonato del Mundo
Sistema de puntuación desde 1969 hasta 1987:
| Posición | 1.º | 2.º | 3.º | 4.º | 5.º | 6.º | 7.º | 8.º | 9.º | 10.º |
| Puntos   | 15  | 12  | 10  | 8   | 6   | 5   | 4   | 3   | 2   | 1    |

Sistema de puntuación desde 1988 hasta 1991:
| Posición | 1.º | 2.º | 3.º | 4.º | 5.º | 6.º | 7.º | 8.º | 9.º | 10.º | 11.º | 12.º | 13.º | 14.º | 15.º |
| Puntos   | 20  | 17  | 15  | 13  | 11  | 10  | 9   | 8   | 7   | 6    | 5    | 4    | 3    | 2    | 1    |

Sistema de puntuación en 1992:
| Posición | 1.º | 2.º | 3.º | 4.º | 5.º | 6.º | 7.º | 8.º | 9.º | 10.º |
| Puntos   | 20  | 15  | 12  | 10  | 8   | 6   | 4   | 3   | 2   | 1    |

Sistema de puntuación de 1993 hasta 2022:
| Posición | 1.º | 2.º | 3.º | 4.º | 5.º | 6.º | 7.º | 8.º | 9.º | 10.º | 11.º | 12.º | 13.º | 14.º | 15.º |
| Puntos   | 25  | 20  | 16  | 13  | 11  | 10  | 9   | 8   | 7   | 6    | 5    | 4    | 3    | 2    | 1    |

### Carreras por año
(Carreras en negrita indica pole position, carreras en cursiva indica vuelta rápida)
| Año  | Cat.  | Equipo     | 1       | 2       | 3       | 4       | 5       | 6       | 7       | 8       | 9       | 10      | 11      | 12      | 13      | 14      | 15     | 16 | Pts. | Pos. |
| ---- | ----- | ---------- | ------- | ------- | ------- | ------- | ------- | ------- | ------- | ------- | ------- | ------- | ------- | ------- | ------- | ------- | ------ | -- | ---- | ---- |
| 1986 | 250cc | Honda      | ESP DNS | NAC 25  | ALE 30  | AUT DNQ | YUG 25  | NED DNQ | BEL 21  | FRA 18  | GBR DNS | SUE -   | RSM DNQ | BWU -   |         |         |        |    | 0    | -    |
| 1987 | 250cc | Honda      | JAP 20  | ESP Ret | ALE 20  | NAC Ret | AUT -   | YUG Ret | NED -   | FRA 17  | GBR DNQ | SUE Ret | CHE 23  | RSM 26  | POR Ret | BRA 21  | ARG 14 |    | 0    | -    |
| 1988 | 250cc | Honda      | JAP -   | USA -   | ESP DNQ | EXP 19  | NAC DNQ | ALE 25  | AUT DNS | NED -   | BEL DNQ | YUG 19  | FRA 26  | GBR DNQ | SUE 20  | CHE DNQ | BRA -  |    | 0    | -    |
| 1989 | 250cc | Yamaha     | JAP -   | AUS -   | USA -   | ESP Ret | NAC DNQ | ALE Ret | AUT -   | YUG -   | NED -   | BEL -   | FRA -   | GBR -   | SUE -   | CHE -   | BRA -  |    | 0    | -    |
| 1992 | 500cc | Roc Yamaha | JAP -   | AUS -   | MAL -   | ESP -   | ITA -   | EUR -   | ALE -   | NED -   | HUN -   | FRA -   | GBR 12  | BRA -   | RSA Ret |         |        |    | 0    | -    |
| 1993 | 500cc | Roc Yamaha | AUS Ret | MAL 22  | JAP 20  | ESP 20  | AUT 22  | ALE 15  | NED Ret | EUR Ret | RSM Ret | GBR 18  | CZE 22  | ITA 25  | USA 20  | FIM 17  |        |    | 1    | 40.º |
| 1994 | 500cc | Roc Yamaha | AUS 22  | MAL 17  | JAP 16  | ESP Ret | AUT 19  | ALE 15  | NED 14  | ITA 17  | FRA 13  | GBR 15  | CZE Ret | USA 19  | ARG Ret | EUR Ret |        |    | 7    | 27.º |
| 1995 | 500cc | Roc Yamaha | AUS 27  | MAL 17  | JAP 19  | ESP 15  | ALE 19  | ITA 21  | NED Ret | FRA 16  | GBR 12  | CZE 21  | RIO -   | ARG -   | EUR Ret |         |        |    | 5    | 29.º |